# Decano del Colegio Cardenalicio
El decano del Colegio Cardenalicio es un cardenal elegido por sus pares, con la aprobación papal, que preside el Sacro Colegio Cardenalicio. Se elige por y entre los cardenales del orden episcopal (titulares de las diócesis suburbicarias de Roma) y añade el título de cardenal obispo de Ostia al que ya tuviera anteriormente. Desde el 18 de enero de 2020, ocupa el cargo el cardenal italiano Giovanni Battista Re.
Desde el 24 de enero de 2020, es vicedecano del Colegio Cardenalicio el cardenal argentino Leonardo Sandri, que sucedió al cardenal italiano Giovanni Battista Re.

## Historia
El cargo fue creado en siglo XII. Durante siglos, el cardenal obispo que había sido obispo de una sede suburbicaria por más tiempo era el decano. Esta costumbre se convirtió en requisito con la aprobación del Código de Derecho Canónico de 1917.El 26 de febrero de 1965, el Papa Pablo VI cambió la norma para que los cardenales obispos eligieran al decano entre ellos en una votación sujeta a la aprobación papal. Tanto el decano como el subdecano deben residir en Roma.
Hasta diciembre de 2019, el decano ocupó el cargo hasta su fallecimiento o renuncia; no había una edad de jubilación obligatoria. Sin embargo, al aceptar la renuncia del cardenal Angelo Sodano como decano del Colegio Cardenalicio, el papa Francisco estableció que el decano cumplirá en adelante un mandato de cinco años, renovable una vez. Anticipándose a la elección de un nuevo decano, Francisco dijo: "Espero que elijan a alguien que pueda asumir esta importante responsabilidad a tiempo completo". En febrero de 2025, el Vaticano anunció que el papa había extendido el mandato del cardenal Re.

## Funciones
El decano del Cardenalicio tiene la responsabilidad de:
- Presidir el Colegio Cardenalicio, erigiéndose como primero entre sus pares, sin que ello le otorgue potestad sobre los demás cardenales.
- Comunicar la noticia sobre la muerte del papa al cuerpo diplomático, a la Santa Sede y a los líderes de las naciones.[10]
- Es el celebrante principal de las misas exequiales del sumo pontífice.
- Convoca al Cónclave que elegirá al nuevo papa.
- Celebra la misa Pro eligendo Pontifice, dando inicio al cónclave.
- Coloca el anillo del Pescador al nuevo papa durante la Misa de Inicio de Pontificado.
- Normalmente es el celebrante principal de la misa funeral de un cardenal, si este fallece en Roma.

El decano tiene el título de la sede suburbicaria de Ostia.

## Lista de decanos
Un total de nueve papas fueron elegidos cuando eran decanos del Colegio Cardenalicio: Honorio II, Anastasio IV, Lucio III, Gregorio IX, Alejandro IV, Alejandro VI, Paulo III, Paulo IV y Benedicto XVI.